# San Miguel de Sema
San Miguel de Sema est une municipalité située dans le département de Boyacá, en Colombie.